# Sarkis
Sarkis, eller Sargis, Sergius Stratelates, död cirka 363, var en romersk fältherre, kristet helgon och martyr som enligt den armeniske patriarken, poeten, tonsättaren och krönikören Nerses IV Schnorhali flydde undan kejsar Julianus Apostata till Armenien på grund av sin kristna tro, varifrån han på tillrådan av den armeniske kungen Arsjak II blev befälhavare hos den persiske shahen Shahpour II. Kort därefter avrättades han tillsammans med sin son Mardiros och fyrtio av sina kristna soldater då han vägrade att avsäga sig sin kristna tro och gå över till soldyrkan.
Sarkis är ett omtyckt helgon bland armenier. Han avbildas ofta som en elegant riddare på en snabb, vit häst, då han genomborrar draken, den förkroppsligade ondskan, med sitt spjut. Ett flertal kyrkor runt om i Armenien och övriga Mellanöstern bär hans namn, till exempel Sankt Sarkiskatedralen och Sankt Sarkiskyrkan i Jerevan.
Sarkis främsta helgedom är Sankt Sarkis-klostret i Usji i Armenien.